# Стефан VII
У джерелах до 1960-х років цього папу іноді називають Стефан VIII, у той час як Стефана VI іноді називають Стефан VII. Див. Стефан II (обраний папа) для детальніших пояснень.
Стефан VII (VIII) (лат. Stephanus; ? — лютий 931, Рим, Папська держава) — сто двадцять четвертий папа Римський (грудень 928 — лютий 931), римлянин. Був обраний завдяки впливу Марозії, фактичної володарки Риму в той час. Вважається, що вона сприяла обранню Стефана, вважаючи його тимчасовою фігурою до досягнення повноліття свого сина Івана.